# جان-پاتریک اسمیت
 جان-پاتریک اسمیت (انگلیسی: John-Patrick Smith؛ زادهٔ ۲۴ ژانویهٔ ۱۹۸۹) یک تنیس‌باز اهل استرالیا است.